# I ladri e l'asino
I ladri e l'asino è un dipinto a olio su tela (41 × 55 cm) realizzato nel 1870 dal pittore Paul Cézanne.
È conservato nella Civica Galleria d'Arte Moderna di Milano.